# Yuba County
Yuba County er et amt beliggende langs Feather River i Central Valley, i den nordlige del af den amerikanske delstat Californien, nord for delstatshovedstaden Sacramento. Hovedbyen i amtet er Marysville. I år 2010 havde amtet 72.155 indbyggere.
Amtet blev dannet 18. februar 1850, som et af de oprindelige amter i Californien.

## Geografi
Ifølge United States Census Bureau er Yubas totale areal er 1.667,3 km² hvoraf de 33,8 km² er vand. 

### Grænsende amter
- Placer County - syd
- Sutter County - vest
- Butte County - nord
- Plumas County - nordøst
- Sierra County - nordøst
- Nevada County - øst